# Robert Nawrocki
Robert Nawrocki (ur. 20 maja 1925 w Rudzie, zm. 30 lipca 1999) – polski żużlowiec, trener i sędzia sportu żużlowego.

## Kariera
Prekursor żużla w Katowicach, a następnie w Świętochłowicach.
Występował w klubach: Budowlani Rybnik (1949–1952), Śląsk Świętochłowice (1953–1955), Wanda Kraków (1956) i Gwardia Katowice (1957–1958).
Starszy, przyrodni brat Pawła Waloszka (Nawrocki nosił nazwisko matki).

## Największe sukcesy
- 8. miejsce w Indywidualnych Mistrzostwach Polski w 1953

## Inne ważniejsze turnieje
| Osiągnięcia: | Osiągnięcia: | 12. miejsce (1953) | 12. miejsce (1953) | 12. miejsce (1953) | 12. miejsce (1953) |
| Sezon        | Miasto       | Msc                | Pkt                | Biegi              | Kluby              |
| 1953         | Leszno       | 12                 | 2                  | (0,0,1,1)          | Świętochłowice     |